# Bas-Lieu
Bas-Lieu és un municipi francès, situat a la regió dels Alts de França, al departament del Nord. L'any 2006 tenia 328 habitants. Forma part de la regió de les Ardenes i històricament del comtat d'Hainaut. Limita amb els municipis d'Avesnes-sur-Helpe, Beugnies, Dourlers, Flaumont-Waudrechies, Semousies i Saint-Hilaire-sur-Helpe.

## Demografia
| 1962                                       | 1968 | 1975 | 1982 | 1990 | 1999 |
| ------------------------------------------ | ---- | ---- | ---- | ---- | ---- |
| 323                                        | 372  | 355  | 357  | 349  | 366  |
| Des de 1962: població sense dobles comptes |      |      |      |      |      |

## Administració
| Període   | Identitat         | Partit |
| --------- | ----------------- | ------ |
| 2001-2008 | René Peleriaux    |        |
| 2008-     | Ghislain Francois |        |